# Künstler & Co

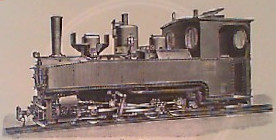
4/4-gekuppelte, 600-mm-spurige Tenderlokomotive mit 60 PS, um 1923

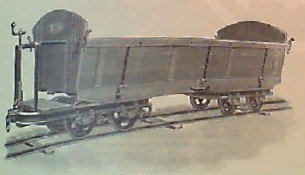
Feldbahn-Kastenwagen zum Transport landwirtschaftlicher Erzeugnisse mit eisernem Drehgestellen, davon einem mit Spindelbremse, um 1923

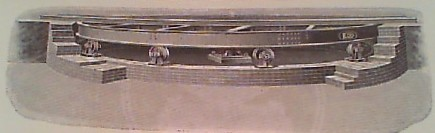
Normalspurige Drehscheibe in Rollbodenausführung, um 1923

Künstler & Co war eine Fabrik für Feld- und Industriebahnen, Weichen und Waggons sowie Anschlussgleisbau in Dortmund und firmiert heute als Künstler Bahntechnik GmbH in der Stahlverarbeitung für die Schienenverkehrstechnik in Hamm mit einer Niederlassung in Chemnitz.

## Geschichte
Die Firma Künstler & Co wurde 1907 von Gottfried Künstler und Heinrich Nolte als Fabrik für Feld- und Kleinbahnmaterial und Bahnbau in Dortmund gegründet und hatte um 1925 aufgrund des hohen Marktbedarfes bereits Zweigstellen in Leipzig, Hamburg und Nürnberg. Sie war auf Feld- und Industriebahnen, Weichen und Waggons spezialisiert und erstellte schmal- und normalspurige Gleisanlagen nach Staatsbahnvorschrift.
Das Unternehmen lieferte unter anderem Dampflokomotiven, deren Ausführung, Spurweite und Leistung von 20 bis 260 PS nach Kundenvorgaben variierte. Zu den wichtigsten Produkten zählten Kastenwagen zum Transport landwirtschaftlicher Erzeugnisse mit hölzernen oder eisernen Drehgestellen, gebremst oder ungebremst, mit federnden Lagern, Zughaken mit dreigliedriger Kette mit herabklappbaren Seitenborden und einem Ladevolumen von 2 bis 6 m³.
Um 1955 stellte Künstler & Co. in Holzwickede insbesondere normalspurige Güter- und Spezialwagen, Weichen in allen Ausführungen für Normal- und Schmalspur sowie Gruben-Ausbaumaterial her.
Das Unternehmen firmiert seit 1984 als Künstler Bahntechnik GmbH. Das Bundeskartellamt verhängte am 18. Juli 2013 gegen ThyssenKrupp GfT Gleistechnik GmbH sowie die Künstler Bahntechnik GmbH und andere Firmen ein Bußgeld wegen Beteiligung an dem Kartell der „Schienenfreunde“, nachdem für den öffentlichen Nahverkehr der Städte Köln, Bonn, Siegburg und Bad Honnef verantwortliche Klägerinnen geltend gemacht hatten, sie hätten aufgrund des Kartells überhöhte Preise zahlen müssen.
Das Unternehmen ist 2017/2018 von Holzwickede auf das ehemalige Caterpillar-Gelände in Hamm-Bockum-Hövel umgezogen. Auf dem 37.000 m² großen Gelände gibt es etwa 10.000 m² große Fertigungshallen und eine 15.000 m² Außenfläche für die Lagerung. Dort werden in Zusammenarbeit mit der Holz-Fehlings Gruppe Stahl- und Apparatebau, Waggonbau, Gleistechnik sowie Maschinenbau (Neufertigung, Überholungen und Service) angeboten. Zum Leistungsspektrum in der Gleistechnik gehören neben Industrie- und Nahverkehrsweichen sowie der Schienenkonfektionierung die Lieferung von Neu- und Gebrauchtstoffen wie Gleisschwellen aus Holz, Beton und Stahl, Weichenschwellen, Schienen, Weichen, Gleisjochen, Prellböcke und Kleineisen. Im Bereich Maschinenbau hat es sich auf Serviceleistungen für Radsatzpressen, Radsatzbearbeitungsmaschinen, Messtechnik für Radsätze und Werkstattausrüstungen spezialisiert. 2019 hatte es im Jahresdurchschnitt bei geringer Fluktuation 102 Mitarbeiter. Es lag im Dezember 2021 mit einem Rankingindex von 52,8 Punkten auf Rang 13940 im DDW-Ranking der wichtigsten Mittelständler Deutschlands.

## VeloGleis
Um die Verkehrssicherheit von Fahrrad- und Rollstuhlfahrern an Haltestellen und auf großen Kreuzungen von Straßenbahnen oder Werksbahnen zu erhöhen, entwickelte das Unternehmen 2018/2019 das patentierte VeloGleis zur Serienreife. Bei ihm werden die sonst offenen Spurrillen innerhalb der Schienen mit Profilen aus Naturkautschuk vollkommen ausgefüllt, so dass eine geschlossene und ebene Fläche entsteht, die auch entlang der Schiene gefahrlos von Zweiradfahrern befahren werden kann. Das System ist mit Schwellen und Spurstangen verwendbar und einfach zu warten. Ebenso ist ein schneller Schienenwechsel möglich, um die Wartungskosten zu minimieren.  Erste Einbauorte waren 2019 ein 54 Meter langer Haltestellenbereich der Basler Verkehrs-Betriebe und seit 2020 bei der Stadtbahn Köln und der Werksbahn der Henkel AG.